# 刘慕臣
刘慕臣（1923年—2014年1月1日），河北武邑县人，中国政治人物。
担任芜湖永固耐火材料厂厂长。后改任安徽商学院副院长、蚌埠市财政局书记；1973年3月，任蚌埠医学院副院长。2014年1月1日去世。